# 佛海机场
佛海机场是第二次世界大战期间于今云南省西双版纳傣族自治州修建的一座简易机场，现已不存在，原址在今勐海县佛双公路K1-K2路段。

## 历史
1942年，国民革命军第二十六军第九十三师驻防勐海，派工修建佛海机场，跑道宽5-6米，仅能降落小型飞机，实为临时着陆场。1945年抗战结束后机场荒废，1954年时修建佛双公路（214国道勐海段），佛海机场被改建为公路的路基。

## 资料来源
1. ↑  段天庆. . 勐海县交通局. : P 199.